# Tavaszi rétgomba
A tavaszi rétgomba (Agrocybe praecox) a harmatgombafélék családjába tartozó, Európában, Észak-Afrikában és Észak-Amerikában honos, erdőkben, réteken élő, ehető gombafaj. 

## Megjelenése
A tavaszi rétgomba kalapja 2,5-3 (9) cm széles, fiatalon félgömb alakú, később domborúan, idősen majdnem laposan kiterül, a közepén lehet kis púp. Széle sokáig aláhajló, fiatalon a burokmaradványoktól cafrangos. Felszíne sima, bőrszerű, idősen megrepedezhet. Színe szárazon világosabb: fehéres, krémszínű, halványokker; nedvesen világosbarna, halvány rozsdaszínű.
Húsa puha, vékony, színe fehéres-okkeres. Szaga gyenge, lisztes, íze retekszerű, kesernyés utóízzel. 
Sűrű lemezei felkanyarodók. Színük kezdetben fehéres, világos agyagszínű, később halvány szürkésbarna, dohánybarna. Fiatalon fehér részleges fátyol védi őket. 
Tönkje 5-10 cm magas és 0,4-1 cm vastag. Alakja hengeres, belül üreges. Színe fehéres vagy halványbarnás, felszíne sima, a tetején finoman szálas. Gallérja hártyás, fejletlen, könnyen lekopik, ha idős korban is megmarad a spóráktól barnára színeződhet. 
Spórapora barna. Spórája ellipszis vagy tojásdad alakú, sima, csírapórusa jól látható, mérete 7,5-10 x 5-6 μm.

### Hasonló fajok
A kerti rétgombától nehéz megkülönböztetni. Esetleg a mérgező sárga harmatgomba is hasonlíthat rá.  
Változatos külsejű, taxonómiai szempontból némileg bizonytalan helyzetű faj. Észak-amerikai populációit ökológiai szerepük és morfológiájuk alapján öt csoportra bontották, de egyelőre nem tisztázott, hogy ezek külön fajnak minősülnek-e.  

## Elterjedése és termőhelye
Európában, Észak-Afrikában és Észak-Amerikában honos. Magyarországon helyenként gyakori.
Erdőkben, erdőszéleken, néha réten található meg, korhadó fán vagy talajon. Áprilistól augusztusig terem. 

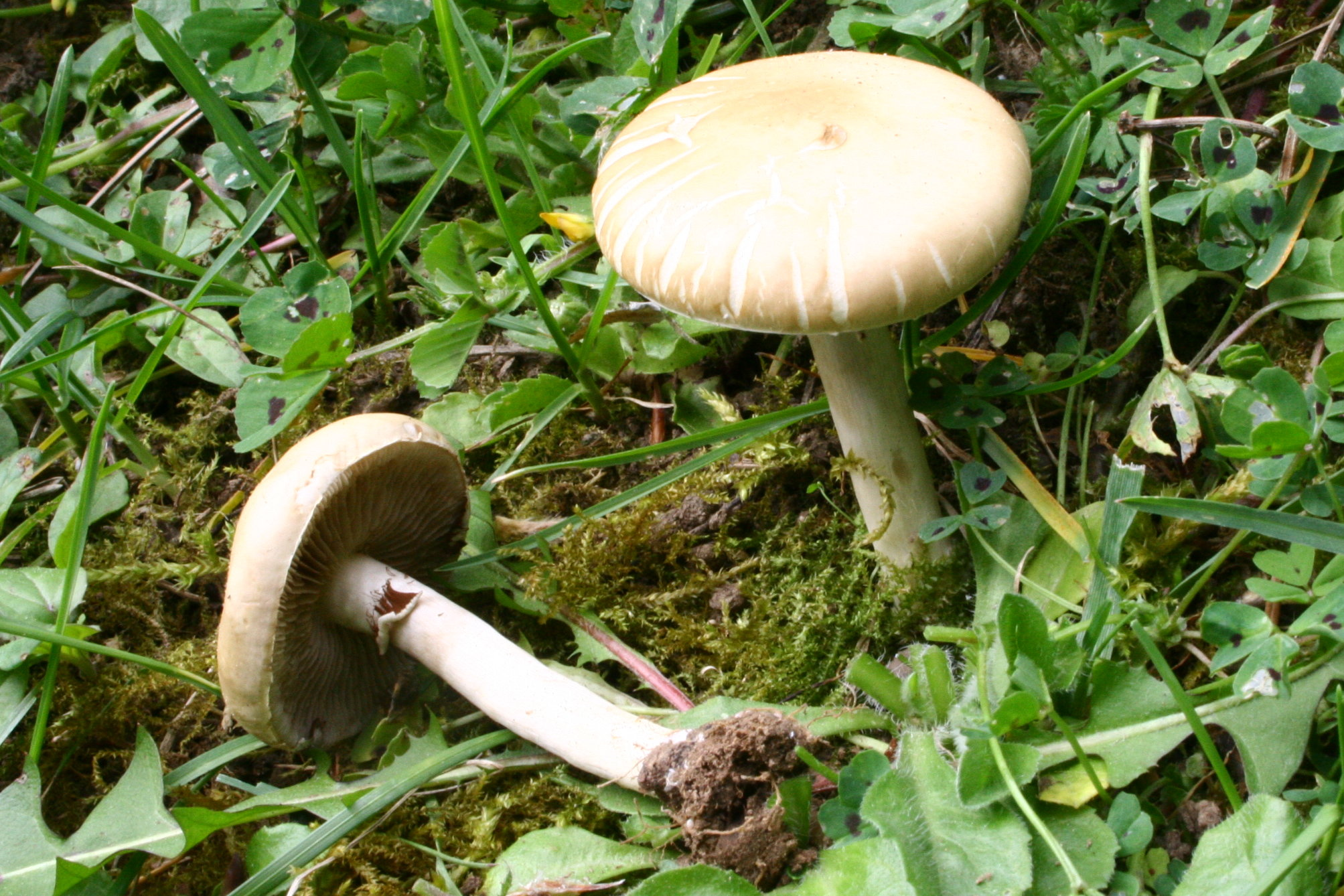
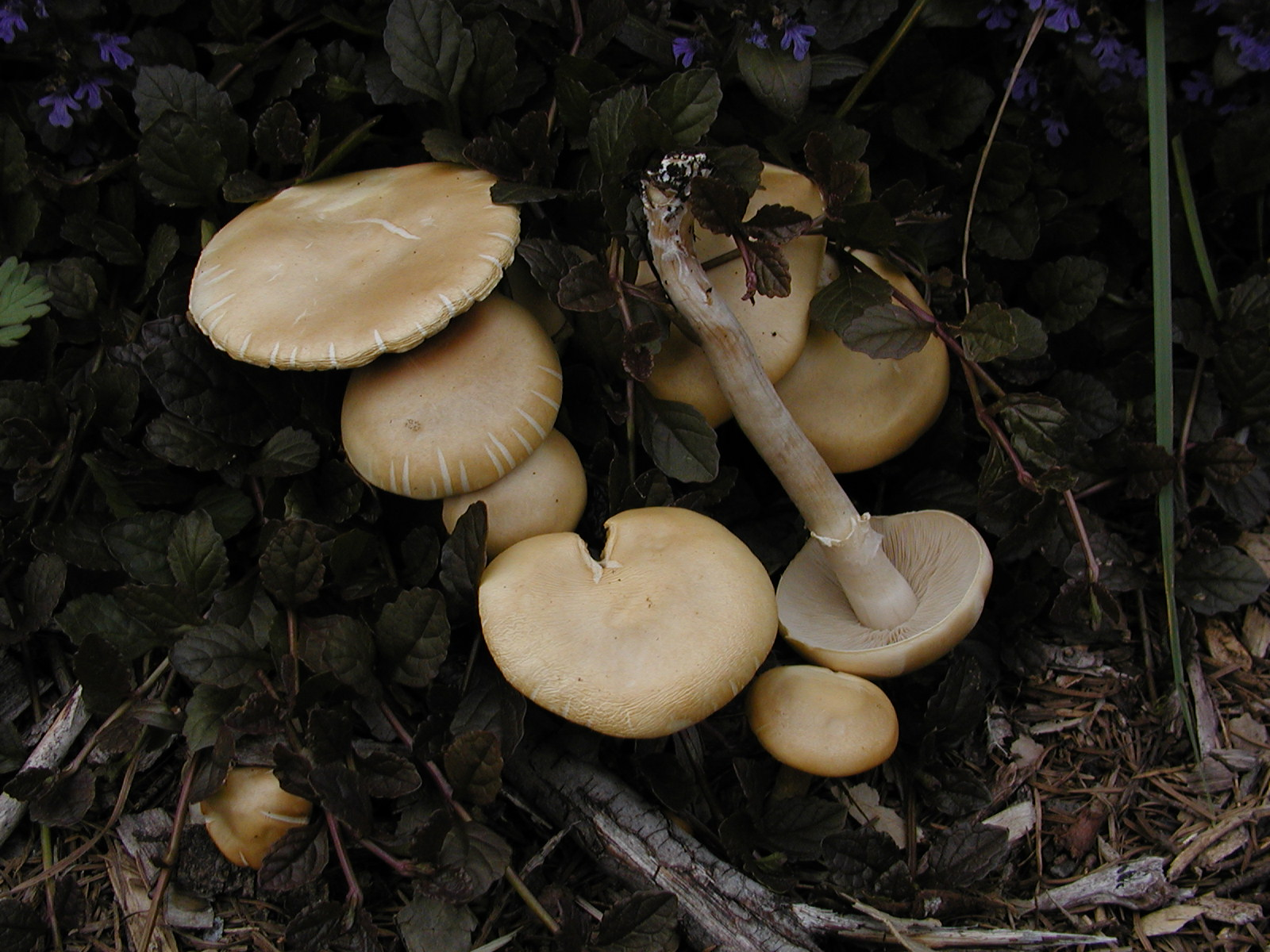
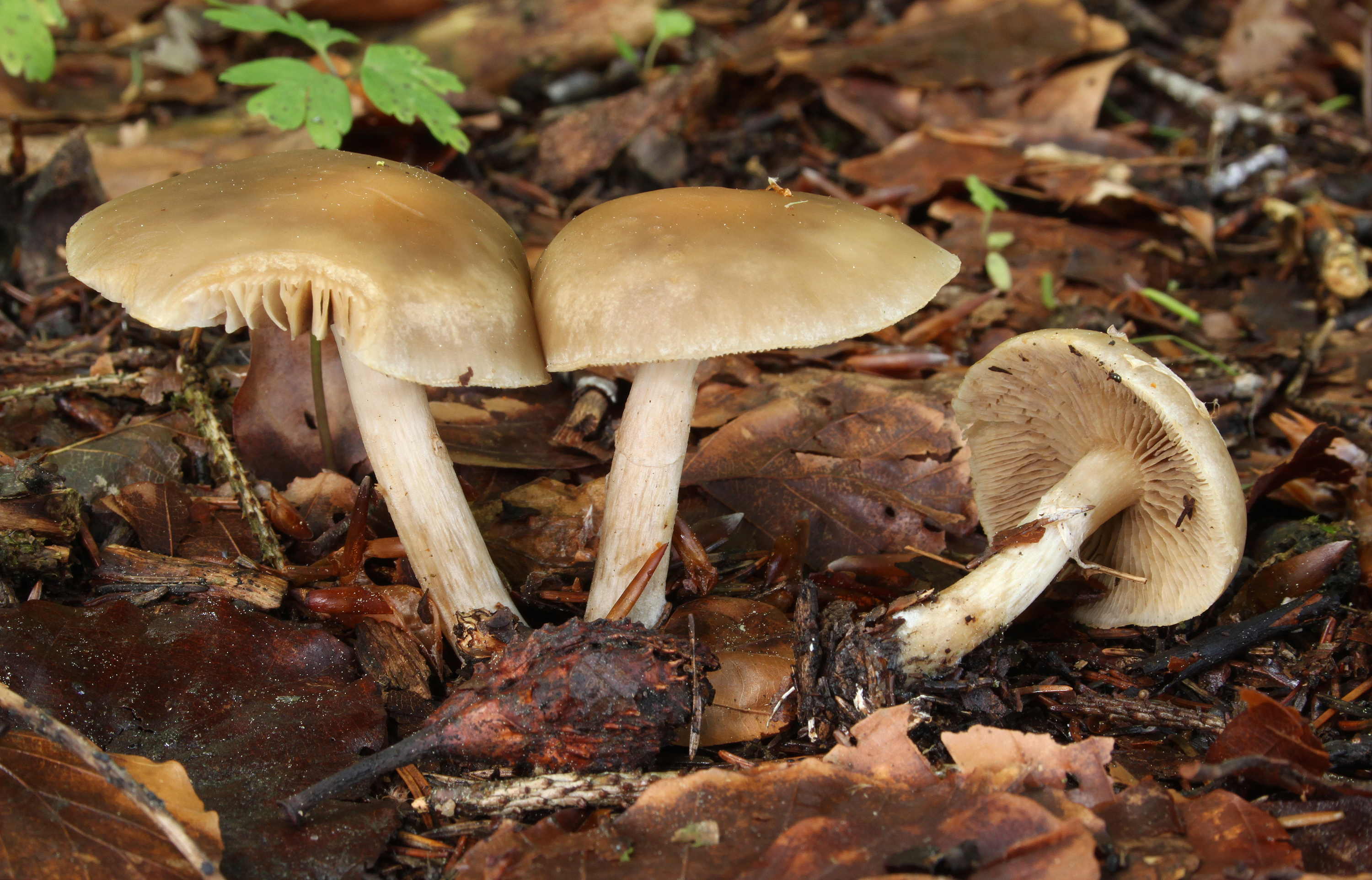
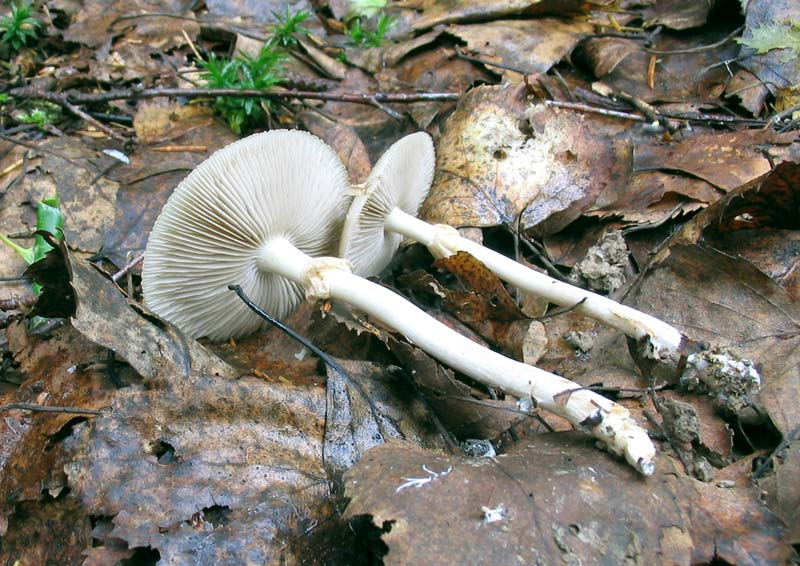
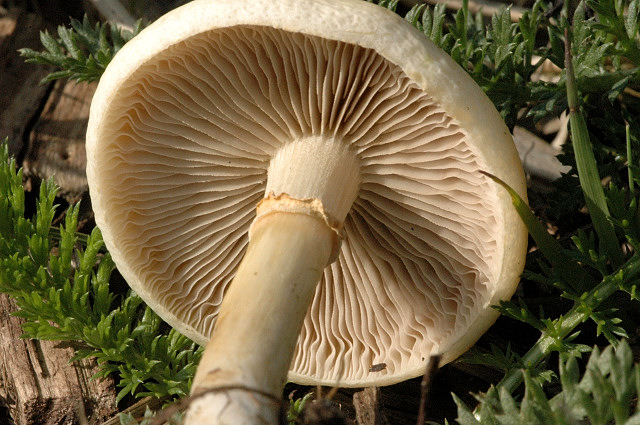

Ehető. 